# Plagiolepis clarki
Plagiolepis clarki é uma espécie de formiga do gênero Plagiolepis, pertencente à subfamília Formicinae.